# 宜昌话
宜昌话，属于汉语西南官话湖廣片鄂中小片的一个次方言区。一般是中国湖北省宜昌市内所有宜昌本地人所使用的汉语方言。广义上也可指代宜昌行政区域所辖各县市所有宜昌本地人所使用的汉语方言。

## 历史
西南官话地跨九省区，使用人口约两亿五千万，占全国人口的五分之一，是现代汉语方言中分布地域最大、使用人口最多的方言。一般认为，西南官话内部的一致性在现代汉语方言中是最高的。但是还应注意到，由于明清两代江西、湖广（大致包括今湖北湖南两省）等地对西南地区持续不断的移民；同时，西南官话也是西南地区各族人民共同使用的公共交际语，语言环境极其复杂。因此西南官话内部的语音也有很多不一致性。

元末明初和明末清初的两次大移民对四川方言的形成有直接深远的影响。至清朝前期，以湖广地区（特别是湖北）为主的大批移民入川，是谓“湖广填四川”，从而形成了今天的四川话和西南官话体系。这些移民“著籍既久，立家庙，修会馆，冠婚丧祭，衣服、饮食。言语、日用，皆循原籍之旧，虽十数世不迁也。”有例为证：康熙四十年左右，李先复曾上《楚民寓蜀书》，指出湖北的宝庆、武岗、沔阳等地人民因不堪忍受当地官吏的欺压和重税，“托名开荒，携家入蜀者，不下数十万”。其次，这同张献忠的起事也有关系。张献忠在湖北屯军时间长，谷城再起之后，转战湖广、江西，湖北有许多人加入张的队伍 。川鄂两省地理相近，自古两地人民来往密切，交通有长江之便，而地处川鄂咽喉的宜昌无疑是两地人民、物质交流的集散地，有交流就会发生语言接触。久而久之，便形成了今天的宜昌话。

## 系属
今天的宜昌话跟四川、云南、贵州、广西西北部、湖南西北角这一大片地区的汉语方言同属于官话方言的西南官话，宜昌话雖属于西南官话湖廣片。但由于地理的毗邻，川东地区的四川话和宜昌话尤为接近。

## 语音
宜昌话语音接近四川方言的重庆话（万州方言），与重庆主城区方言还有些许差异。有“er”，且儿化音丰富。

### 声母
宜昌话的声母一共有18个。包括17个辅音声母和一个零声母。

| 普通话 | p 搏 | pʰ 破 | m 默  | f 佛   | t 得  | tʰ 忒 | n 呐  | l 乐   |
| ------ | ---- | ----- | ----- | ------ | ----- | ----- | ----- | ------ |
| 宜昌话 | √    | √     | √     | √      | √     | √     | ×     | √      |
| 普通话 | k 歌 | kʰ 科 | x 喝  | ʨ 基   | ʨʰ 期 | ɕʰ 系 | tʂ 只 | tʂʰ 迟 |
| 宜昌话 | √    | √     | √     | √      | √     | √     | ×     | ×      |
| 普通话 | ʂ 事 | ʐ 日  | ts 资 | tsʰ 次 | s 寺  |       |       |        |
| 宜昌话 | ×    | √肉   | √只资 | √迟次  | √事寺 |       |       |        |

### 韵母
宜昌话的韵母有39个
| 单元音韵母 | 开口呼                          | 齐齿呼         | 合口呼         | 撮口呼        |
| 单元音韵母 | i-（前）[ɿ]字知是 -i（后）[ʅ]日 | i[i]衣 西 皮   | u[u]乌 复 富   | ü[y]于 据     |
| 单元音韵母 | a[ᴀ]把 打 马                    | ia[iᴀ]鸭 家 瞎 | ua[uᴀ]娃 挂 话 |               |
| 单元音韵母 | o[o]搏 拖 多                    | io[yo]约 却 学 | uo[uo]我 饿 合 |               |
| 单元音韵母 | e[ɤ]额 则 策                    | [iɤ]           |                |               |
| 单元音韵母 | ê[ɛ]诶                          | iê[iɛ]节 也 跌 |                | ü[yɛ]切 觉 雪 |
| 单元音韵母 | [ɯ]去                           |                |                |               |
| 单元音韵母 | er[ɚ]二 儿 日                   |                |                |               |
| 复元音韵母 | ai[ai]哀 孩 鞋                  |                | uai[uai]外 怪  |               |
| 复元音韵母 | ei[əi]被 退 没                  |                | uei[uəi]为 谁  |               |
| 复元音韵母 | ao[au]熬 搞 到                  | iao[iau]要 叫  |                |               |
| 复元音韵母 | ou[ou]欧 某 走                  | iou[iou]有 留  |                |               |
| 带鼻音韵母 | an[ᴀn]安 单 短                  | ian[iɛn]延 天  | uan[uᴀn]完 管  | üan[yɛn]远 全 |
| 带鼻音韵母 | en[ən]恩 村 怔                  | in[in]音 赢 挺 | uen[uən]问 顺  | ün[yn]晕 群   |
| 带鼻音韵母 | ang[ɑŋ]昂 脏 刚                 | iang[iɑŋ]样 江 | uang[uɑŋ]往 狂 |               |
| 带鼻音韵母 | ong[oŋ]洪 蒙 翁                 | iong[uŋ]用 凶  |                |               |

### 声调
关于宜昌话的声调，《宜昌市志》和《湖北方言概况》两者对宜昌话的声调类归并没有分歧，而在具体调值上有些出入。

| 调类 | 普通话调值 | 宜昌话调值 | 例字        |
| ---- | ---------- | ---------- | ----------- |
| 阴平 | 55         | 55         | 诗 春 天 开 |
| 阳平 | 35         | 12         | 时 人 云 来 |
| 上声 | 214        | 42         | 史 美 好 采 |
| 去声 | 51         | 35         | 胜 事 万 代 |

特点：古入声字一般归入阳平
| 古入声字    | 普通话调类 | 宜昌话调类 |
| ----------- | ---------- | ---------- |
| 失 湿 逼 跌 | 阴平       | 阳平       |
| 识 额 鼻 活 | 阳平       | 阳平       |
| 索 乙 学 塔 | 上声       | 阳平       |
| 叶 木 麦 灭 | 去声       | 阳平       |

| 调类 | 普通话调值 | 宜昌话调值 | 例字        |
| ---- | ---------- | ---------- | ----------- |
| 阴平 | 55         | 55         | 诗 春 天 开 |
| 阳平 | 35         | 13         | 时 人 云 来 |
| 上声 | 214        | 42         | 史 美 好 采 |
| 去声 | 51         | 24         | 胜 事 万 代 |

#### 与中古音声调的比较
汉语中古音分平、上、去、入四声。宜昌话只有阴平、阳平、上声、去声四个调类，这四个调类是从中古四声分化而来的。

##### 古清声母的平声字
古清声母的平声字，在今天宜昌话中变为阴平，古浊声母的平声字变为阳平。

##### 古清声母和次浊声母的古上声字
古清声母和次浊声母的古上声字，今宜昌话仍读上声。

##### 古全浊声母的上声字
古全浊声母的上声字在今宜昌话中都归去声。

##### 今宜昌话无入声
古入声字在今宜昌话中大部分都归入阳平。

极少数如阴、上、去三声入阴平，如：摸、喝、秃、豁、挖、屐、削

入上声的如：抹、霎、掣

入去声的如：缚、岁、忆、玉、尉（~迟）、翼、式、拭、饰、剧、栅、斥、窒、吒

##### 去声仍为去声
古去声今宜昌话仍为去声

#### 与普通话声调的比较
宜昌话与现代普通话相比，调类相同，调值不同。而最为突出的特点就是中古的入声在普通话中派入了三声，而在宜昌话中，除了极少数例外，都派入了阳平。也就是说，今宜昌话大部分阳平调的字，在普通话中分属于阴平、阳平、上声、去声调。不过，宜昌话中的鼻音韵母（除[moŋ]音以外），ai、uai、ei、uei、au、iau等韵母和[tə]、[niou]等音节的阳平字，普通话中只是阳平调。例如：含、田、拳、神、民、忙、羊、狂、情、熊、排、埋、台、来、孩、淮、培、眉、肥、雷、维、葵、回、垂、谁、袍、毛、桃、劳、毫、潮、摇、瓢、苗、条、辽、乔、得、牛、流、球、宜昌话[mə]、[mie]、[io]、[ye]等音节的阳平字，普通话只是去声调。例如：麦、灭、特、略、栗、若、月。

中古的入声在普通话中派入了三声，而在宜昌话中，除去少数例外的字，都归入了阳平。这是非常奇特的现象，在整个官话区也很少见。

#### 与西南官话其他方言声调的比较
语言学家桥本万太郎认为“语言历史上的演变，大部分都不是该语言的内在因素所引起的。那么比亲属关系更重要的是跟周围语言的互相影响和作为其结果的整个结构的区域性推移的历史发展。”

宜昌话雖然属于西南官话湖廣片鄂中小片。然由于地理位置的毗邻，很多接触过宜昌话的外地人感觉宜昌话不太像湖北话，反而像四川话。从声调来观察宜昌话和临近的四川话、湖北话之间的关系。

下面按照地理位置从西到东依次排列：
| 方言点 | 阴平 | 阳平 | 上声 | 去声 |
| ------ | ---- | ---- | ---- | ---- |
| 成都   | 55   | 21   | 53   | 213  |
| 绵阳   | 55   | 31   | 52   | 13   |
| 广元   | 55   | 21   | 42   | 214  |
| 南充   | 55   | 21   | 53   | 14   |
| 重庆   | 55   | 21   | 42   | 214  |
| 忠县   | 55   | 12   | 42   | 214  |
| 石柱   | 55   | 31   | 42   | 214  |
| 万州   | 55   | 213  | 42   | 214  |
| 开县   | 55   | 21   | 42   | 214  |
| 恩施   | 55   | 11   | 53   | 35   |
| 奉节   | 55   | 21   | 42   | 213  |
| 巫山   | 55   | 21   | 53   | 213  |
| 宜昌   | 55   | 12   | 42   | 35   |
| 宜都   | 55   | 13   | 42   | 35   |
| 当阳   | 55   | 312  | 33   | 14   |
| 荆门   | 45   | 13   | 53   | 213  |
| 武汉   | 55   | 213  | 42   | 35   |

由上述对比可以看出，所有阴平完全一样。在上声方面，也基本一致，都是相隔两度的降调。而在阳平方面，宜昌话更像四川话，是个平调；在去声方面，宜昌话则强烈的体现了湖北话的特征，不折只升。宜昌话的声调总体看来符合西南官话的特征，但阳平是个例外。绝大多数西南官话方言点的阳平调是降调或者折调，而宜昌话的阳平却是个升调。

### 变调

#### 有规律的变调

##### 本调为去声的叠字
本调为去声的叠字，无论叠字后是否带有儿化的结构，叠字中后一个变调为阴平。

例：帽帽儿 帽帽 片片儿 片片 带带儿 带带

##### 叠字后一个是儿化音的
叠字后一个是儿化音的，如果本调是阳平或者上声，后一个变调为轻声。

例：云云儿（人名）米米儿（可指生米和熟饭）（纸）娄娄儿

##### 阳平与非去声连续
阳平与阴平、阳平、上声连续，大部分后一个字变轻声。

例：良心 名声 皮肤 羊毛 银行 人民 和平 南洋 牙齿 长短 人好

##### “头”字作词尾时
1、“头”字作词尾时，前字阴平的，“头”字也变为阴平。

例：砖头（儿）

2、前字为阳平、上声、去声的，“头”变为轻声。

例：榔头（儿）斧头（儿）瘾头（儿）势头（儿）

##### “子”字作词尾时
“子”字作词尾时，前字为阴平、去声时，“子”字读阴平；前字为阳平、去声时，“子”字读轻声。

例：疯子（前字为阴平）；鞋子 瞎子（前字为阳平）；胆子 坎子（前字为上声）；裤子（前字为去声）

##### 人称代词的变调
舅舅
太太（外祖母的母亲）

#### 无规律的变调

##### 部分非叠音的双音节词或多音节词
部分非叠音的双音节词或多音节词，两个阳平或两个去声字连续，单说该词时，后一个字读轻声。入句后第一个字读阴平。

裁缝：我到裁缝那儿克一哈儿

石榴：捏个石榴好大哦

薄荷：薄荷糖

##### “头”尾的连读变调
在宜昌话中，表方位的词如：

高头

里头

上头

外头

前字调类不限，“头”都读阴平。

当前字为阴平、“头”作词尾时，不论是否带儿化音，“头”都读作阴平。如：

砖 55 头 12 - 55 儿 = 砖 55 头 12 - 55

丫 55 头 12 - 55 儿 = 丫 55 头 12 - 55

但当“头”不作词尾而有实际意义时，读本调。如：

猪 55 头 12

当前字为阳平、上声、去声时，无论是否带儿化音，“头”都读作轻声。如：

锄 12 头儿 = 锄 12 头

馒 12 头儿 = 馒 12 头

想 42 头儿 = 想 42 头

做 35 头儿 = 做 35 头

去 35 头儿 = 去 35 头

##### “子”尾的连读变调
宜昌话中的“子”也有两种读音。当前字为阴平或去声时，“子”读成阴平。如：

钉 55 子 42 - 55

镜 55 子 42 - 55

当前字为阳平时，“子”读轻声。当前字为上声时，“子”可以读阴平也可以读轻声。不过入句后多读为阴平。如：

笛 12 子

剪 42 子

脑 42 子

### 特殊字“下”字的不同读法
“下”在宜昌话中有三个读音，分两个调类，区别不通的词义和用法。

#### 去声

##### 细音去声
“下”字用作动词、方位词、限定词的各种词义和用法一律读作：xia35

如：

下山 下棋 下酒 下蛋

下来 下去 拿下来 跳下去

下头 底下 楼下 天下

下游 下摆 下回 下次

下午 下周 下个月 下个星期

“下”字细音去声读法的声母、韵母的调类都跟普通话相同，只是调值不同。它有三个特点：

1、动词不能重叠。在宜昌话中没有“下下棋”这种讲法。

2、作方位词不轻读。

3、不能单独用作复合动词的趋向补语，只能跟“来、去”组合成趋向补语，或者跟“得、不”组合成可能补语。作补语时也不轻读。如：

躺下来 坐下来

拿得下 放不下

在宜昌话中没有普通话的“坐下”、“放下”、“趴下”、“躺下”这一类格式，而是用“坐到（起）”、“放到（起）”、“趴到（起）”、“躺到（起）”来代替。

##### 洪音去声
“下”字读洪音去声的有四种用法

###### 用于可数的数量
用于可数的数量，表示动作的次数。“下”用在动词之后，可以和数词自由组合，也可以重叠后放在动词前。需要注意无论重叠与否都不可以带儿化音。不重叠带儿化，在宜昌话中没有这样的说法；而重叠带儿化在宜昌话中就变成了另外的意思：下 ha35 下 ha55 儿（到处，每次，每一下）

例句如下：

1、你把衣服揉几下，穿到就舒服些。

2、打你几下你就老实哒。

3、他枪法蛮准，下下都打到靶子上哒。

###### 用于不可数的动量
用于不可数的动量，表示尝试。可用于表示一次性动作或者多次重复性动作，相当于普通话的动词重叠。一般说成“一下”，放在动词后面，没有儿化音和重叠。例句：

1、你帮我看一下。

2、把东西整理一下。

3、把这个复印一下。

###### 用于时量
用于时量，表示短暂的时间。相当于普通话的“一会儿”。不能重叠或者儿化，也只能放在动词之后，例句：

1、你等一下。

2、莫（不要）急，你先坐一下。

3、你帮我招呼（照看）一下。

###### 用作副词
用作副词，表示“全，完全”，没有儿化也不能重叠，只能放在动词之前。例句：

1、他们下去哒。

2、把这些下拿走。

3、这些下是的啊？

#### 阴平
在宜昌话中，当“下”读作阴平时，只可能是洪音阴平。用于时量，表示短暂的时间，相当于普通话的“一会儿”。有一个例外就是上文中提到的“下 xa35 下 xa55 儿”，是“到处”的意思。“下”读阴平有一下三种读法：

##### 儿化
儿化后直接放在动词后面。如：

坐下儿 等下儿 走下儿 跑下儿

##### 前面加上数词“一”再儿化
前面加上数词“一”再儿化，构成“一下儿”的形式。如：

坐一下儿 等一下儿 走一下儿 跑一下儿

##### 前面加上数词，重叠后再儿化
前面加上数词，重叠后再儿化，构成“一下下儿”的形式。如：

做一下下儿 等一下下儿 走一下下儿 跑一下下儿

需要说明的是，在前两种用法中，重音都落在“下儿”上。而在第三种用法，也就是重叠形式中，重音落在后一个“下儿”上。在语用上，前两种意义基本没有区别，儿第三种则表示动作持续的时间较前两者更短。另外，第一种还可以受“好大”、“很有”这类词的修饰。如：

他走哒好大下儿啊？（他走了多久？）

很有一下儿哒哦。（很有一会儿了）